# Wildcards in den deutschen Basketball-Bundesligen
In den zwei höchsten deutschen Spielklassen im Basketball der Herren, der Basketball-Bundesliga und der ProA, besteht die Möglichkeit der Vergabe einer Wildcard. Eine Wildcard ermöglicht es Mannschaften an einer Liga teilzunehmen, obwohl diese den Qualifizierungsregeln nicht genügen. Im Normalfall wird eine Wildcard in diesen zwei Spielklassen dann vergeben, wenn die Sollgröße der Liga nicht durch entsprechend sportlich qualifizierte Bewerber (im Normalfall also die Aufsteiger aus der jeweils darunter liegenden Liga) erreicht werden kann. Dieser Fall kann z. B. dann eintreten, wenn ein Bewerber die wirtschaftlichen Lizenzkriterien für die jeweilige Liga nicht erfüllt. Es sind aber auch andere Gründe für die Vergabe einer Wildcard möglich.

## Kriterien

### Basketball-Bundesliga
In der Basketball-Bundesliga kann die Gesellschafterversammlung der BBL GmbH eine Wildcard vergeben, falls die Sollgröße der Liga nicht durch entsprechend sportlich qualifizierte Bewerber erreicht werden kann. Die Bewerber müssen dabei die allgemeinen Lizenzkriterien der BBL, ausgenommen die sportliche Qualifikation, erfüllen. Eine Mannschaft, die eine Wildcard erhalten will, darf in den vorangegangenen fünf Saisons keine Wildcard erhalten haben. Zusätzlich muss eine Mannschaft eine Gebühr von 700.000 Euro an die Liga zahlen, wenn eine Wildcard an diesen Bewerber vergeben wird. Bis einschließlich der Saison 2018/2019 war die Gebühr noch 250.000 Eur, seit der Saison 2012/2013 betrug die Gebühr 150.000 Euro. Außerdem wurde 2013 die Beschränkung der Anzahl der Wildcards pro Team eingeführt (mindestens fünf Saisons Abstand seit, falls zutreffend, einer letzten Wildcardvergabe an dieses Team). Die Wildcard-Gebühr für die Saison 2006/2007 betrug dagegen lediglich erst 100.000 Euro.
Bis einschließlich der Saison 2022/23 konnte eine Mannschaft nur alle fünf Jahre eine Wildcard erhalten. Mit einer Änderung der Lizenzstatuten zur Saison 2023/24 wurde diese Einschränkung aufgehoben. Neben der Wildcard, die eine Mannschaft nach einem Abstieg erwerben kann, können auch Mannschaften, die im Vorjahr nicht in der BBL gespielt haben, eine Wildcard beantragen (unter erhöhten Auflagen).

### ProA
In der zweithöchsten Spielklasse ProA besteht seit der Saison 2013/2014 die Möglichkeit, eine Wildcard zu vergeben. Über die Einleitung eines Wildcard-Verfahrens entscheiden die Vereine aus der ProA und der ProB. Für die Vergabe einer Wildcard und damit der Zulassung zum Spielbetrieb muss die Mitgliederversammlung der 2. Basketball-Bundesliga zustimmen. Falls mehr als zwei Drittel der Vereine diesen Beschluss ablehnen, so wird die Wildcard nicht an diese Mannschaft vergeben. Zusätzlich muss die Mannschaft, die die Wildcard erhält, eine Gebühr von 75.000 Euro an die Liga zahlen.

## Abgrenzung zur Aufstiegsregelung in die ProA
Es ist von Bedeutung die Wildcardregelung in der ProA von der Aufstiegsregelung in selbige abzugrenzen. Derzeit steigen die zwei Teilnehmer der Finalrunde der ProB-Playoffs in die ProA auf. Falls einer dieser Vereine allerdings auf den Aufstieg verzichtet oder aus nicht-sportlichen Gründen keine Lizenz für die ProA erhält, so geht das Anwartschaftsrecht für den Aufstieg an die weiteren Playoff-Teilnehmer der ProB entsprechend ihrer Platzierung über. Vereine, die auf diese Art und Weise in die ProA nachrücken, müssen kein Wildcardverfahren durchlaufen und auch keine Wildcardgebühren zahlen, da es sich um keine Wildcard handelt.

## Liste der bisher vergebenen Wildcards in der Basketball-Bundesliga
| Wildcard für die Saison | Mannschaft                 | Grund der Ausschreibung einer Wildcard |
| ----------------------- | -------------------------- | --- |
| 2001/2002               | Cologne 99ers              | Dem Meister aus der 2. Basketball-Bundesliga Nord SER Rhöndorf wurde die Lizenz für die Basketball-Bundesliga verweigert. Ursprünglich sollte ein Tausch der Teilnahmerechte vorgenommen werden (das Recht für die Teilnahme an der 1. Basketball-Bundesliga geht von Rhöndorf an Köln, das Recht zur Teilnahme an der 2. Basketball-Bundesliga geht von Köln an Rhöndorf), allerdings verweigerte die 2. Basketball-Bundesliga dem Tausch der Teilnahmerechte von Köln an Rhöndorf die Zustimmung. Über den Umweg der Lizenzverweigerung für Rhöndorf wurde ein Platz in der Basketball-Bundesliga frei, der dann über eine Wildcard an Köln vergeben wurde. Köln wechselte als Meister der Regionalliga dann in die 1. Basketball-Bundesliga und Rhöndorf blieb in der 2. Basketball-Bundesliga. |
| 2003/2004               | TBB Trier                  | In dieser Saison wurde die Basketball-Bundesliga um zwei Teams auf 16 Mannschaften aufgestockt, siehe Geschichte der Basketball-Bundesliga |
| 2003/2004               | TSK Würzburg               | In dieser Saison wurde die Basketball-Bundesliga um zwei Teams auf 16 Mannschaften aufgestockt, siehe Geschichte der Basketball-Bundesliga |
| 2006/2007               | Sellbytel Baskets Nürnberg | In dieser Saison wurde die Basketball-Bundesliga um zwei Teams auf 18 Mannschaften aufgestockt, siehe Geschichte der Basketball-Bundesliga |
| 2006/2007               | Energy Braunschweig        | In dieser Saison wurde die Basketball-Bundesliga um zwei Teams auf 18 Mannschaften aufgestockt, siehe Geschichte der Basketball-Bundesliga |
| 2008/2009               | TBB Trier                  | Die Cuxhaven BasCats, Vizemeister und damit Aufstiegskandidat der ProA in der Saison 2007/2008, stellten keinen Lizenzantrag für die Basketball-Bundesliga |
| 2009/2010               | LTi Gießen 46ers           | Rückzug der Giants Nördlingen nach der Hauptrunde der Saison 2008/2009 aus der Basketball-Bundesliga, dadurch drei statt normalerweise zwei sportlicher Absteiger |
| 2009/2010               | Eisbären Bremerhaven       | Verzicht der Köln 99ers auf eine Teilnahme an der Saison 2009/2010 in der Basketball-Bundesliga aufgrund finanzieller Schwierigkeiten (Insolvenzantrag wurde eine Woche vor dem Rückzug gestellt) |
| 2010/2011               | Giants Düsseldorf          | Die Cuxhaven BasCats, Vizemeister und damit Aufstiegskandidat der ProA in der Saison 2009/2010, stellten keinen Lizenzantrag für die Basketball-Bundesliga |
| 2012/2013               | LTi Gießen 46ers           | Die Kirchheim Knights, Vizemeister und damit Aufstiegskandidat der ProA in der Saison 2011/2012, stellten keinen Lizenzantrag für die Basketball-Bundesliga. |
| 2013/2014               | Neckar Riesen Ludwigsburg  | Den Düsseldorf Baskets, Vizemeister und damit Aufstiegskandidat der ProA in der Saison 2012/2013, wurde die Lizenz für die Basketball-Bundesliga aus wirtschaftlichen Gründen verweigert. |
| 2015/2016               | Crailsheim Merlins         | Die Artland Dragons beantragten keine Lizenz für die Saison. |
| 2021/22                 | JOBSTAIRS Giessen 46ers    | Die Bayer Giants Leverkusen verzichteten als ProA-Vizemeister auf ihre BBL-Lizenz. |
| 2022/23                 | Fraport Skyliners          | Die Tigers Tübingen verzichteten als ProA-Vizemeister auf ihre BBL-Lizenz. |
| 2024/25                 | keine                      | Obwohl es in dieser Saison nur 17 (statt regulär 18) Teams in der Liga gab, wurde kein Wildcard-Verfahren eröffnet, da der einzige Interessent, die Crailsheim Merlins, auf eine Bewerbung für die Wildcard verzichtete. |

## Liste der bisher vergebenen Wildcards in der ProA
| Wildcard für die Saison | Mannschaft                            | Grund der Ausschreibung einer Wildcard |
| ----------------------- | ------------------------------------- | --- |
| ProA 2013/14            | BBC Magdeburg                         | |
| ProA 2014/15            | Hamburg Towers                        | |
| ProA 2015/16            | RheinStars Köln                       | |
| ProA 2025/26            | RheinStars Köln und Paderborn Baskets | Die Dresden Titans haben ihren Lizenzantrag für diese Saison zurückgezogen, ebenfalls zogen außerdem die ART Giants Düsseldorf kurzfristig den Lizenzantrag für diese Saison zurück und verzichteten damit auf ihren Startplatz in der ProA. |